# 翁丹瓜
翁丹瓜是非洲西南部國家納米比亞的城鎮，由奧沙納區負責管轄，位於該國南部，距離與安哥拉接壤的邊境約80公里，海拔高度1,080米，受半乾旱氣候影響，每年平均降雨量超過1,000毫米，2001年人口估計約10,900。

## 外部連結
- Maplandia Map （页面存档备份，存于）
- Ondangwa
- "Ondangwa" （页面存档备份，存于） Encyclopædia Britannica
- MSN Map[永久]

17°55′S 15°57′E / 17.917°S 15.950°E